# Ptolemäisches Ägyptisch
Das ptolemäische Ägyptisch ist eine Form der ägyptischen Sprache, die in der griechisch-römischen Periode des antiken Ägypten Verwendung fand. Sie wurde ausschließlich zur Niederschrift sakraler und staatlicher Texte verwendet und ist insbesondere in Tempeln und auf Stelen bezeugt. Grammatik und Lexikon sind die des Traditionsägyptischen, d. h. sie orientieren sich an wesentlich älteren Formen des Ägyptischen, vor allem dem Mittelägyptischen, das als gesprochene Sprache bereits um die Mitte des 2. Jahrtausends v. Chr. ausgestorben war. Mit der gesprochenen Sprache dieser Zeit, dem Demotischen, hat das Ptolemäische wenig gemeinsam. Für die Niederschrift wurden ägyptische Hieroglyphen verwendet, deren Schriftsystem in ptolemäischen Texten viele Besonderheiten aufweist. Insbesondere vervielfältigte sich die Anzahl der benutzten Hieroglyphen von etwa 700 im Mittleren Reich auf mehrere Tausend.